# Hexagrammos octogrammus
Hexagrammos octogrammus — вид скорпеноподібних риб родини терпугові (Hexagrammidae). Hexagrammos octogrammus завдовжки зазвичай до 35 см, біля Камчатки  — до 42 см. Забарвлення його зеленувато-буре або коричневе з неправильної форми бурими плямами, нижня частина голови й черево світлі. На голові розташовані темно-бурі смуги, що розходяться від очей, на щоках — різкі блакитнувато-білі плями, над основою грудного плавця— кругла чорна пляма.
Розповсюджений у Японському, Охотському, Беринговому морях; по американському узбережжю — на південь до Ситки, на острові Баранова. На початку літа підходить до берегів, а восени відходить на глибини.
Бурий терпуг ловиться повсюдно, становлячи прилов берегових і ставних неводів. Добре ловиться він також і на вудку. На ринках у Північній Японії є звичайною рибою, хоча малоцінною. Використається місцевим населенням. М'ясо зеленого кольору, але при варінні пігмент руйнується й зелене забарвлення зникає.